# Lehmanns Gross Bahn

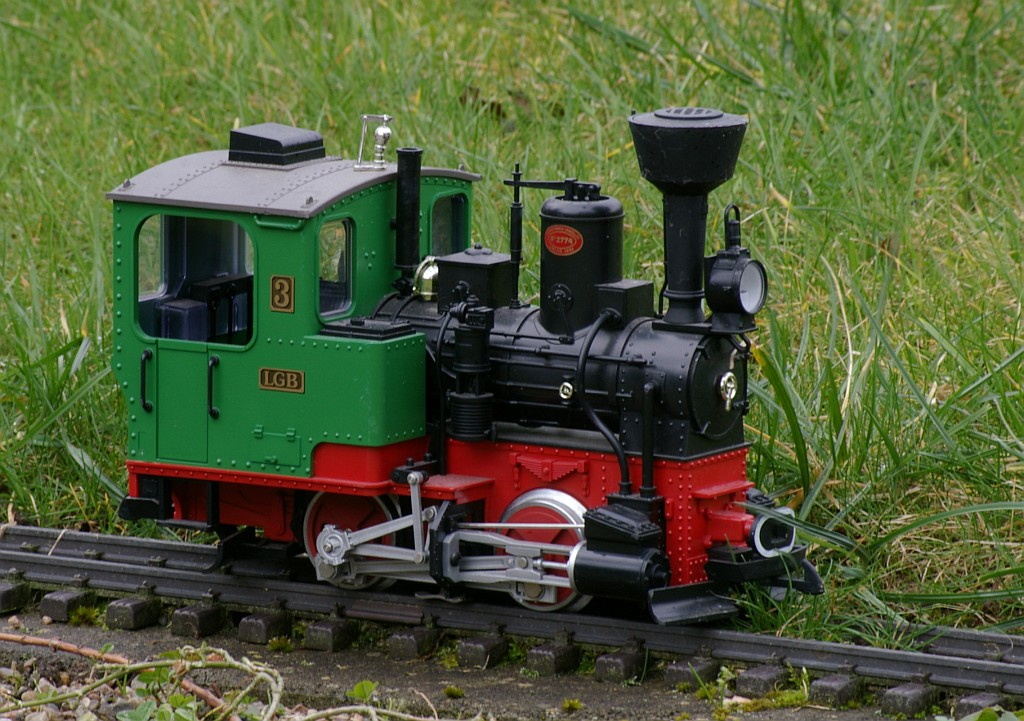
LGB-lok i skala G

LGB (Lehmanns Gross Bahn) är en modelljärnväg i G-skalan, 1:22,5. Denna skala är alltså i princip 4 gånger större än den mer vanliga H0-skalan, som är 1:87 (Märklin, Roco och Fleischmann). LGB har sitt ursprung i ett gammalt tyskt företag E.P Lehmann, som tillverkat leksaker sedan 1881. LGB är idag i princip synonymt med G-skalan. Denna modelljärnväg kan köras både inom- och utomhus. Numera uppköpt av Märklin.